# Phyllanthus selbyi
Phyllanthus selbyi är en emblikaväxtart som beskrevs av Nathaniel Lord Britton och Percy Wilson. Phyllanthus selbyi ingår i släktet Phyllanthus och familjen emblikaväxter. Inga underarter finns listade i Catalogue of Life.